# أديكامبي أولوفادي
أديكامني أولوفادي (بالفرنسية: Adékanmi Olufadé) (مواليد 7 يناير 1980 في لومي) لاعب كرة قدم توغولي دولي يجيد اللعب في خط الهجوم. يلعب حاليًا لصالح نادي غينت البلجيكي منذ 2006 .

## وصلات خارجية
- أديكامبي أولوفادي على موقع الاتحاد الدولي (مؤرشف)  (الإنجليزية)
- أديكامبي أولوفادي على موقع قاعدة بيانات كرة القدم.إي يو (الإنجليزية)
- أديكامبي أولوفادي على موقع ناشيونال فوتبول تيمز (الإنجليزية)
- أديكامبي أولوفادي على موقع Soccerway.com (الإنجليزية)
- أديكامبي أولوفادي على موقع عالم كرة القدم.نت (الإنجليزية)